# Mu Aquarii
Mu Aquarii, latinizirano od μ Aquarii, je Bayerova oznaka za binarni zvjezdani sustav  u ekvatorijalnom zviježđu Vodenjaka. Vidljiv je golim okom s kombiniranom vidljivom magnitudom od 4,7. Na temelju mjerenja paralakse, udaljenost do ovog sustava je oko 157 svjetlosnih godina. Približava se Suncu radijalnom brzinom od −9,1 km/s.
Helmut A. Abt 1961. je ovu zvijezdu provizorno identificirao kao jednolinijski spektroskopski binarni sustav.  Ima orbitalni period od 4.29 god i ekscentricitet (ovalnost) od 0,23. Par je razlučen speckle interferometrijom, s kutnim razdvajanjem od 0.06″.  Vidljivi spektar odgovara zvjezdanoj klasifikaciji A3m, sa sufiksom 'm' koji označava da je ovo Am ili kemijski osebujna zvijezda. Primarna zvijezda ima procijenjeni radijus 3,5 puta veći od Sunčevog polumjera i zrači 26 puta veću svjetlost od Sunca iz svoje fotosfere na efektivnoj temperaturi od 6,906 km/s. 